# Zámek Hrochův Týnec
Zámek Hrochův Týnec je dominantou města Hrochův Týnec už od roku 1705, kdy byla postavena jeho nynější budova. Za roky jeho existence vystřídal hned několik majitelů. Byl například letohrádkem premonstátů z Hradiska u Olomouce, vlastnil jej Petr Karel Šlechta nebo Josef Kraus. Do roku 2010 byl v zámku umístěn Dětský domov se školou a Středisko výchovné péče. Od roku 2010 je zámek majetkem města.

## Historie
V Hrochově Týnci měl zámek údajně stát už před rokem 1700, kdy jeho vlastníci byli Cellerové z Rozenthalu. V roce 1705 byla postavena nová budova zámku jako letohrádek premonstátů z Hradiska u Olomouce. Z éto etapy zámku se nám zachovala dispozice přízemí s valenými a klášterními klenbami. V prvním patře se dochovala zrcadlová klenba nad schodišťovou halou. V roce 1748 zaniká klášter v Hradisku a zámek přechází do soukromých rukou. Okolo roku 1850 je zámek ve vlastnictví Petra Karla Šlechty, za kterého prošla chodba s reprezentačními prostory historizující úpravou. Posledními majiteli byli manželé Tůmovi, kteří zámek přestavěli v duchu historizující moderny. Zámek tak získal mansardovou střechu se čtyřbokou věžičkou, četné vikýře a věžovité rizality. Po roce 1945 se v zámku nachází Dětský domov se školou a Středisko výchovné péče. V roce 2010 se zámek stává majetkem města. . Postupně dochází k revitalizaci areálu parku i opravám budovy zámku. V současné době (rok 2024) v opraveném přízemí funguje knihovna, výstavní sály slouží ke krátkodobých výstavám. Patro s dochovanými obklady ze dřeva a s původními sály slouží také k výstavám. Opravami prošly také rozsáhlé sklepy. Zámek lze navštívit v rámci otvírací doby knihovny nebo po včasné předchozí domluvě.

## Zámecký park
Zámecký park vznikal současně s zámkem v barokním duchu, ovšem o historii parku nemáme mnoho informací. Víme, že park procházel rekonstrukcí vždy společně se zámkem, a to v roce 1879 za Jana Krause z Pardubic, kdy je na nákresu z této doby patrná hlavní cesta, několik cest vedlejších a dokonce lze z nákresu vyčíst, že na zámku byla kašna s vodotryskem. Největší krásy se parku dostálo za manželů Tůmových v letech 1924 - 1925, kdy byla změněna socha na kašně (vodotrysk s labutí byl nahrazen sochou Pana sedícího na želvě) a kovové ohrazení bylo vystřídáno kamennou balustrádou. V přírodně krajinářské části, tzv. lesoparku, bylo vybudováno hřiště na tenis, za zámkem byl prostor vyčleněný pro lovecké psy.

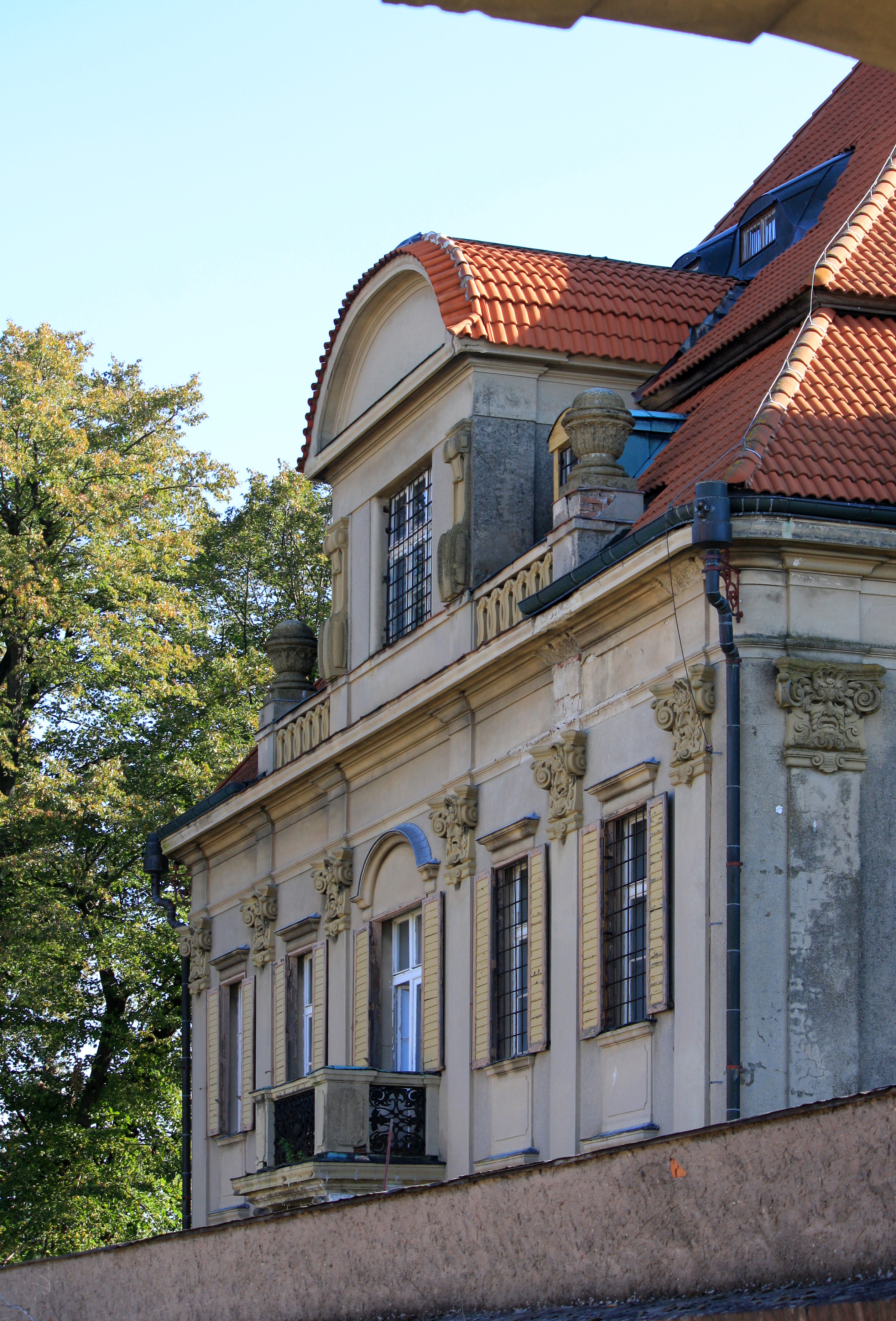
Pohled na průčelí zámku

## Kultura
V zámecké zahradě, která se průběžně rekonstruuje, je v létě otevřeno letní kino. Dále je v zahradě celoročně přístupné discgolfové hřiště, kde si může přijít zahrát kdokoli a kdykoli. Na zámku je možné hrát i petanque, dokonce se zde v roce 2021 odehrávalo MČR dvojic. A aby nebyli opomenuti i ti nejmenší, je v areálu zámku vybudováno i dětské hřiště. V přízemí zámku funguje městská knihovna. Nachází se zde i výstavní sály.